# بومة سمك بنية
بومة السمك البنية (Bubo zeylonensis orKetupa zeylonensis) هي بومة تنتمي لعائلة البوم الحقيقي والتي تشمل معظم أصناف البوم المعروفة.